# Carlos Hernández Lázaro
Carlos Hernández Lázaro (Carcaixent, 1879 - València, 1936) fou un advocat, empresari i polític valencià, diputat a les Corts Espanyoles durant la restauració borbònica.

## Biografia
En el sector privat, fou membre del Consell d'Administració del Banc de València, fou president de la Unió Nacional d'Exportadors d'Agres i fundà la primera empresa per a industrialitzar el suc de taronja. Alhora, milità al Partit Conservador, del que en fou líder a València des del 1915 i amb el qual fou elegit diputat provincial el 1907 per Xelva-Villar, i pel districte de Xiva a les eleccions generals espanyoles de 1914, pel de Sagunt a les de 1919, i pel d'Énguera a les de 1920 i 1923. El 1921 fou nomenat Director General de Presons i fou senador per València el 1918-1919.